# Auchenipterus menezesi
Auchenipterus menezesi es una especie de pez de la familia Auchenipteridae en el orden de los Siluriformes.

## Morfología
• Los machos pueden llegar alcanzar los 13,1 cm de longitud total.

## Distribución geográfica
Se encuentran en Sudamérica: Brasil.